# Calibishie
Calibishie är en ort i Dominica.   Den ligger i parishen Saint Andrew, i den norra delen av landet, 30 km norr om huvudstaden Roseau. Calibishie ligger 85 meter över havet och antalet invånare är 1 020. Den ligger på ön Dominica.
Terrängen runt Calibishie är kuperad åt sydväst, men österut är den platt. Havet är nära Calibishie åt nordost. Runt Calibishie är det ganska tätbefolkat, med 56 invånare per kvadratkilometer. Närmaste större samhälle är Portsmouth, 12,5 km väster om Calibishie. I omgivningarna runt Calibishie växer i huvudsak städsegrön lövskog.